# Falkenberg (Briesen (Mark))
Falkenberg, auch Falkenberg bei Fürstenwalde genannt, ist ein Ortsteil der Gemeinde Briesen (Mark) im Amt Odervorland, Landkreis Oder-Spree in Brandenburg.

## Lage
Falkenberg wurde als Straßenangerdorf angelegt – eine typische Siedlungsform der Ostkolonisation. Die Gehöfte und Häuser standen auf beiden Seiten eines Angers, auf dem sich ein Dorfteich, eine Weide (heute Grünfläche) und die Kirche befanden. Falkenberg liegt etwa 12 km östlich von Fürstenwalde/Spree, nördlich der Bundesautobahn 12 Berlin – Frankfurt (Oder). Der Ort ist über die Autobahnanschlussstellen Fürstenwalde-Ost oder Briesen zu erreichen. Bahnstationen sind Berkenbrück oder Briesen (Mark).

## Geschichte
Erste Siedlungen in der Gemarkung Falkenberg dürften schon vor 7000 Jahren bestanden haben. Das belegen Funde, die am „Halbmond“ im Verlorenen Wasser Anfang der 1980er Jahre von Archäologiestudenten entdeckt wurden. Der später hier wohnende germanische Stamm der Burgunden wanderte um 350 n. Chr. aus, kam in der Völkerwanderung bis nach Südostfrankreich und gab der dortigen Provinz Burgund ihren Namen. Der Ort Falkenberg wurde im Zuge der sogenannte Ostkolonisation vermutlich planmäßig gegründet. Die erste urkundliche Erwähnung datiert am 17. Juni 1354. Jedoch erfolgte die Gründung möglicherweise schon 100 Jahre früher.
Die Schreibweise des Ortes hat im Laufe der Zeit öfter gewechselt: 1354: Falkenberg, Valkenberg, 1404: Falkemberg, Falkinberg, 1460: Falkenberch, 1534: Falkinberg, 1624: Falckenberge, 1711: Falckenberg, 1805: Falkenberg. Der Name könnte aus der Altmark stammen und im Zuge der Ostkolonisation durch Namensübertragung übernommen worden sein – möglicherweise über Falkenberg bei Freienwalde.

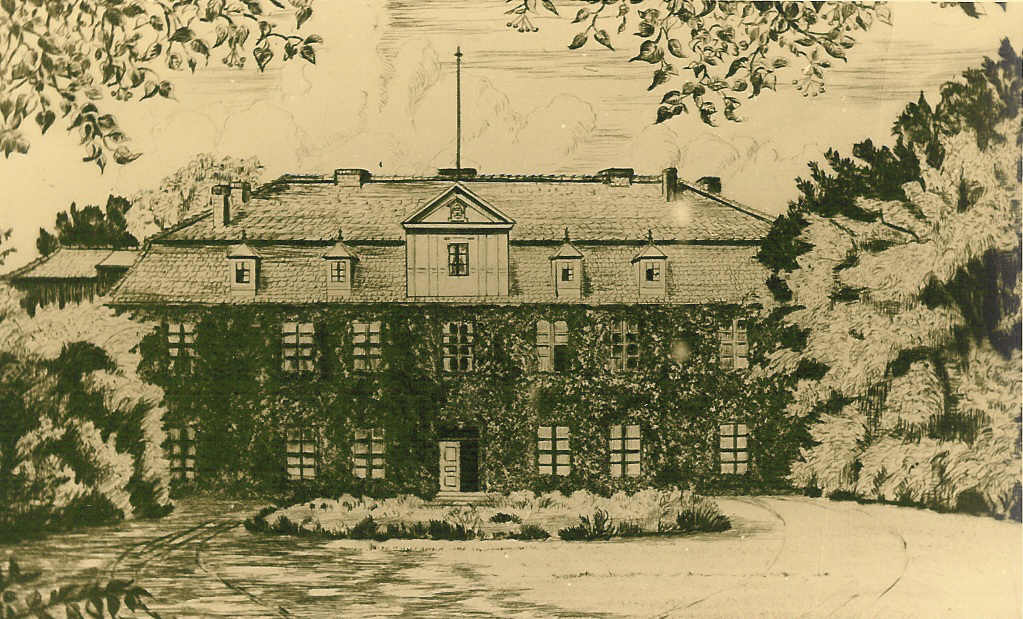
Gutshaus in Falkenberg – erbaut um 1710, nach 1945 abgerissen; Radierung von 1939

Lehnsherr des Dorfes war bis 1354 der Markgraf von Brandenburg, von 1354 bis 1598 der Bischof von Lebus, danach der Kurfürst von Brandenburg bzw. der König von Preußen. Lehnsträger und später (d. h. nach Aufhebung der Lehnsverfassung) die Besitzer des Rittergutes Falkenberg waren:
vor 1400 von Beerfelde

1460 von Ihlow

1488 bis nach 1496 von Steinkeller

vor(?) 1517 bis 1690 von Ihlow über Ober- und Untergericht u. Patronat (1620)

1690 bis 1693 von Mandelsloh

1693 bis 1709 Witte zu Frankfurt

1709 bis 1719 von Burgsdorff

1719 bis 1750 von Enderlein (Enderlien, Enderling)

1750 bis 1860 von Wiedebach

1860 bis 1862 Ludwig Lucke

1862 bis 1878 Adolf Muth

1879 bis 1894 Freiherr von Cramm

1894 bis 1945 von Alvensleben
Die Bevölkerungszahl ging auf und ab. Ursprünglich hatte das Dorf 54 Hufen, auf denen etwa 40 Bauernfamilien gesiedelt haben dürften. Nach dem Dreißigjährigen Krieg im Jahr 1654 gab es nur noch vier Bauern, einen Schäfer und einen Hirten, der allerdings kein Vieh mehr hatte. Erste Daten über die Bevölkerungszahl liegen aus dem Jahr 1734 vor: damals hatte Falkenberg 129 Einwohner. Diese Zahl stieg bis 1871 auf 252, ging dann aber aufgrund der sogenannten Landflucht bis 1895 auf 196 zurück, stabilisierte sich und stieg bis 1939 wieder auf 246 an. Durch die Flüchtlinge und Vertriebenen aus den Ostgebieten erhöhte sich die Einwohnerzahl 1946 auf 300. In dieser Zeit wurden viele Siedlungshäuser neu errichtet. In den folgenden Jahrzehnten ging die Zahl wieder bis auf 156 zurück. Eine erneute Bautätigkeit nach der Wende führte dann zum heutigen Einwohnerstand von über 200.

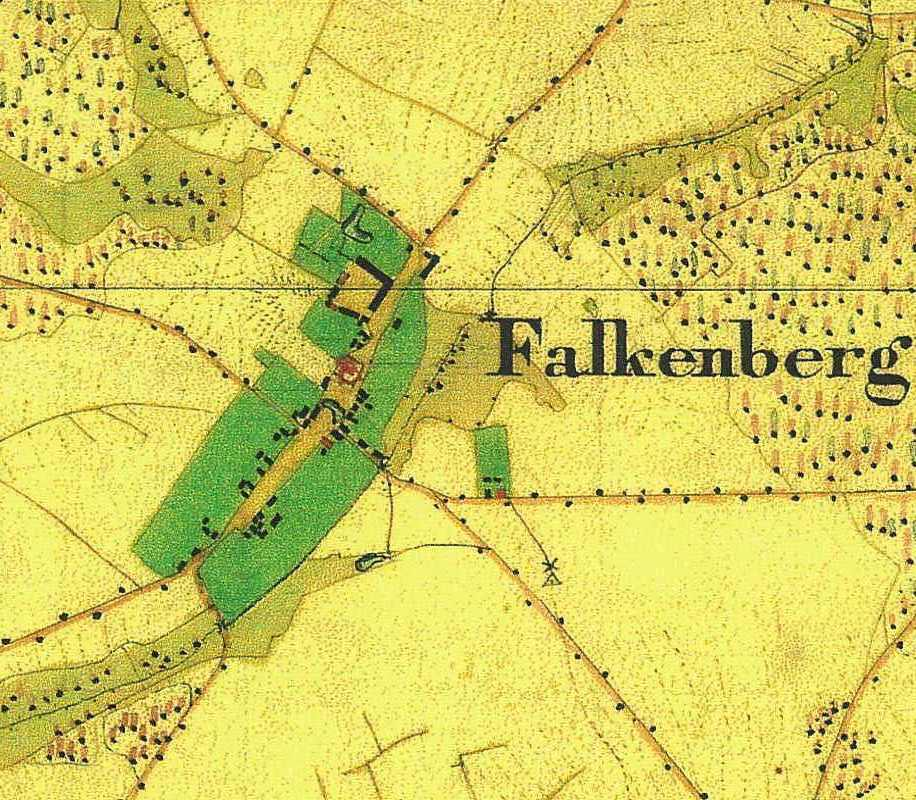
Ausschnitt aus dem Urmesstischblatt von 1844

## Politik/Verwaltung
Das Dorf hat etwa 200 Einwohner. Es war bis zur Gemeindereform eine selbstständige Gemeinde und wurde gegen den Willen der Bevölkerungsmehrheit (Abstimmung am 15. Juli 2001) durch ein vom Brandenburgischen Landtag beschlossenes Gesetz am 26. Oktober 2003 in die Gemeinde Madlitz-Wilmersdorf eingegliedert. Seit der Kommunalwahl vom 26. Oktober 2003 besteht ein Ortsbeirat mit drei Vertretern, der Andreas Püschel als ehrenamtlichen Ortsvorsteher wählte. Püschel wurde 2008 und 2014 in seinem Amt bestätigt. Die Verwaltung obliegt, wie vor der Gemeindereform, dem Amt Odervorland mit Sitz in Briesen (Mark). Am 1. Januar 2014 wurde die Gemeinde Madlitz-Wilmersdorf aufgelöst, und der Ortsteil kam zur Gemeinde Briesen (Mark).

## Kultur und Sehenswürdigkeiten
- Die Dorfkirche Falkenberg ist eine spätgotische Feldsteinkirche mit einem Fünfachtelschluss aus Backstein, die im 18. Jahrhundert einen Dachturm erhielt. Die Kirchenausstattung ist überwiegend neuzeitlich und stammt vom polnischen Kunsthandwerker Stanislaw Tomaszewski.
- Das um 1710 erbaute Gutshaus wurde in den 1950er Jahren abgerissen. Erhalten blieb lediglich ein 1903 errichteter Anbau, der 1967 zu einem Mehrzweckgebäude umgebaut wurde.
- Kindertagesstätte „Zwergenstübchen“: Sie besteht seit 1951 und konnte sich im Wettbewerb um die Kinder mit anderen Einrichtungen der Umgebung gut behaupten.
- Freiwillige Feuerwehr: Sie wurde 1934 gegründet, ist nicht nur für die Brandbekämpfung und das Rettungswesen zuständig, sondern auch an der Organisation der Osterfeuer und Dorffeste beteiligt.
- Falkenberger Dorfverein e. V.: Er wurde im Zuge der Gemeindereform von Bürgern des Ortes gegründet, um Aufgaben im Ort zu übernehmen, die zuvor von der Gemeindevertretung erfüllt wurden. Hierzu gehören unter anderen die Verwaltung des Gemeindesaales, die Organisation der Dorffeste und kulturellen Veranstaltungen und die Herausgabe der Dorfchronik.

## Biotopverbundsystem
Die Gemarkung Falkenberg gehört zum Naturraum des Ostbrandenburgischen Heide- und Seengebietes mit einem hohen Wald- und Gewässeranteil sowie heterogenen, aber überwiegend ertragsschwachen landwirtschaftlichen Nutzflächen. Wie in vielen Teilen Brandenburgs wurden in den 70er und 80er Jahren auch in Falkenberg flächendeckende Flurmeliorationen durchgeführt, die große gehölzfreie Ackerflächen und tiefe begradigte Kleingewässer hinterließen. Das führte zu negativen ökologischen und auch ökonomischen Folgewirkungen mit zunehmender Winderosion, Trockenschäden durch absinkenden Grundwasserstand und einem starken Rückgang bei vielen Pflanzen- und Tierarten. In Zusammenarbeit mit dem Institut für Landnutzungssysteme in Müncheberg wird seit 1991 ein Pilotprojekt zur Flurneugestaltung und zum Biotopverbund durchgeführt, das durch das frühere brandenburgische Ministerium für Umwelt, Naturschutz und Raumordnung gefördert wurde. Grundlage war eine flächendeckende Biotopkartierung. Die Schwerpunkte des Projektes bestehen in einer Unterteilung der Ackerschläge durch Gehölzbiotope (Länge: ca. 7,5 km) unter vorrangiger Berücksichtigung des Winderosionsschutzes, in der Renaturierung / Neuanlage von regionsspezifischen Feucht- und Trockenbiotopen, in der Anlage einer Streuobstwiese und in dem Rückbau der zu stark vertieften Fließgewässer. Hierbei werden verschiedene Varianten der Neuanlage (z. B. unterschiedliche Heckentypen und Trockenbiotope) sowie deren ökologischen Folgewirkungen geprüft.

## Persönlichkeiten
- Ernst von Unger (1831–1921), preußischer General der Kavallerie, in Falkenberg gestorben und begraben
- Udo von Alvensleben (1895–1970), Jurist und Politiker, in Falkenberg geboren
- Reimar von Alvensleben (1940–2023), Professor für Agrarwissenschaften, starb in Falkenberg